# Microsoft Solitaire
Microsoft Solitaire, пізніше Klondike — відеоігрова реалізація пасьянсу «Солітер», що входить у стандартний набір Microsoft Windows починаючи з версії 3.0. Гра була розроблена Весом Черрі в 1988 році.

## Ігровий процес
Гравець повинен розкласти видані карти у чотири стовпчики (відповідно до кількості мастей) за зростанням — починаючи від туза і закінчуючи королем. Вибирати карти можна з колоди, що розташована зліва від чотирьох стовпчиків, або з семи рядів карт, у кожній з котрих перебуває від одної до семи карт відповідно. Зібравши усі карти в чотири стовпчики, гравець виграє.
У гравця є додаткові можливості: вибір кольору «сорочки» карт (під час кожного входу у програму задається випадкова «сорочка»), вибір способу підрахунку (на очки, віртуальні гроші або ж цілком без підрахунку), спосіб здачі карт з колоди (по одній або по три), а також ввімкнення чи вимкнення відліку часу, рядка стану і перетягування контуру картки.
Що менше витраченого часу на розкладання пасьянсу і що більше очок було набрано — то краще. По закінченні гри карти «розлітаються» по ігровому столу.

## Історія розробки
Гра була розроблена у 1988 році співробітником корпорації Microsoft Весом Черрі. У той час Вес був стажистом у компанії. Гра вийшла у 1990 році у складі Windows 3.0.
Розробники позиціонували гру як «засіб для заспокоєння наляканих новою системою користувачів-новачків». Наприклад, спочатку не всі користувачі могли належно користуватися комп'ютерною мишею і графічним інтерфейсом користувача, а «Солітер» часто допомагала опанувати ці навички.
В операційній системі Windows Vista з'явилася версія гри з оновленим дизайном.
До складу операційної системи Windows 8 не ввійшла, однак можна було окремо завантажити колекцію карткових ігор Microsoft Solitare Collection з Windows Store.
У квітні 2015 року пасьянс повернули в операційну систему Windows 10 з нагоди 25-річчя гри у складі вбудованої Microsoft Solitare Collection.

## Критика
Гру часто критикують за те, що вона забирає у гравців забагато часу. Наприклад, офісні службовці, що часто не мають можливості нормально відпочити у перервах, зловживають стандартними іграми Windows, у тому числі пасьянсом «Солітер». Іноді це може мати негативні наслідки для гравців. Найбільший розголос отримав випадок, коли у 2006 році працівник адміністрації та житель міста Нью-Йорк був звільнений після того, як мер міста Майкл Блумберг помітив його за грою у «Солітер» у робочий час.